# منزل جيمس بويتر
تم بناء منزل جيمس بويتر (الإنجليزية: James Boyter House)، في 90 غرب 200 شمال في بيفر، يوتا، عام 1883. تم إدراجه في السجل الوطني للأماكن التاريخية عام 1983. وهو عبارة عن 11⁄2 ستوري هاوس مكون من طابق مع ثلاث نوافذ سقفية. تم بناؤه بواسطة جيمس بويتر، وهو عامل بناء حجري وشقيق ألكسندر بويتر.

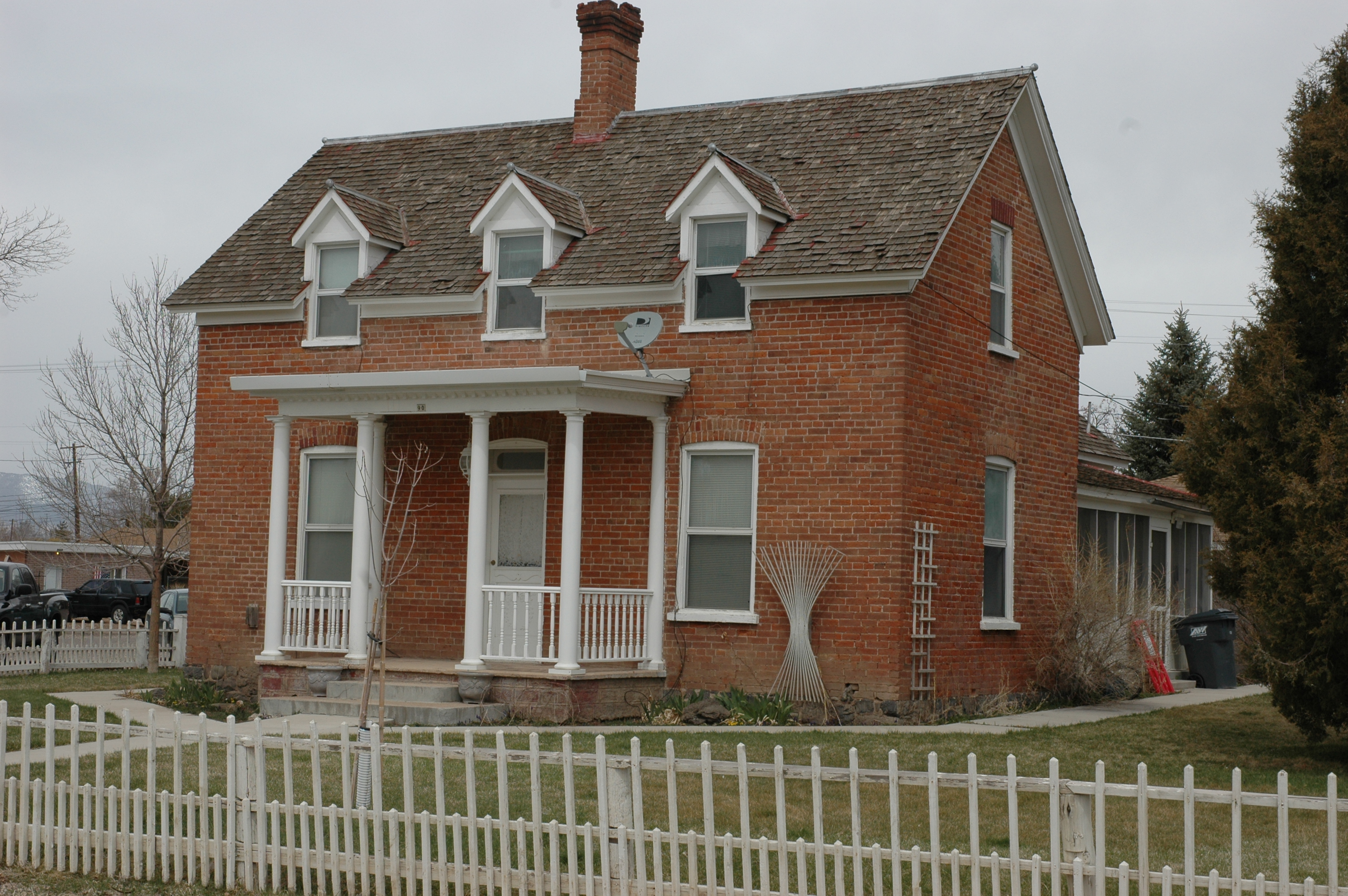
صورة مكبرة للمنزل